# Zongolica
Zongolica è una municipalità dello stato di Veracruz, nel Messico centrale, il cui capoluogo è la località omonima.
Conta abitanti 41.923 (2010) e ha una estensione di 280,09 km². 	 		
Il nome della località in lingua nahuatl significa capelli ritorti.